# Girolamo Grimaldi-Cavalleroni
Girolamo Grimaldi-Cavalleroni (Genova, 20 agosto 1597 – Aix-en-Provence, 4 novembre 1685) è stato un cardinale e arcivescovo cattolico italiano.

## Biografia
Nacque a Genova il 20 agosto 1597 da Giacomo Grimaldi, senatore della Repubblica di Genova, e Girolama di Agostino de' Mari.
Papa Urbano VIII lo elevò al rango di cardinale nel concistoro del 13 luglio 1643.
Morì il 4 novembre 1685 all'età di 88 anni, ultimo superstite delle creazioni cardinalizie di Urbano VIII.

## Genealogia episcopale e successione apostolica
La genealogia episcopale è:
- Cardinale Guillaume d'Estouteville, O.S.B.Clun.
- Papa Sisto IV
- Papa Giulio II
- Cardinale Raffaele Sansone Riario
- Papa Leone X
- Papa Paolo III
- Cardinale Francesco Pisani
- Cardinale Alfonso Gesualdo di Conza
- Papa Clemente VIII
- Cardinale Pietro Aldobrandini
- Cardinale Laudivio Zacchia
- Cardinale Antonio Barberini, O.F.M.Cap.
- Cardinale Fausto Poli
- Cardinale Girolamo Grimaldi-Cavalleroni

La successione apostolica è:
- Arcivescovo Bernardo Pinelli, C.R. (1644)
- Cardinale Michele Mazzarino, O.P. (1645)
- Vescovo Louis de Forbin d'Oppède (1664)
- Vescovo Léon Bacoué, O.F.M. (1674)
- Arcivescovo Giambattista Candiotti (1675)
- Vescovo François Picquet (1677)